# Graptophyllum pictum
Graptophyllum pictum is een struik behorende tot de familie Acanthaceae. Hij is inheems op Nieuw-Guinea en ook een geliefde struik voor in de tuin. Er bestaan twee variëteiten: een donkere, loodkleurige en een meerkleurige variant. Deze laatste wordt gebruikt in combinatie met kokosnootwater om zwelling te verminderen.  

## Bladmorfologie
De bladvorm is aristaat en de bladrand is undulaat (geschulpt). De nervatuur van het blad in de meerkleurige vorm vormt een netwerk (reticulaat).

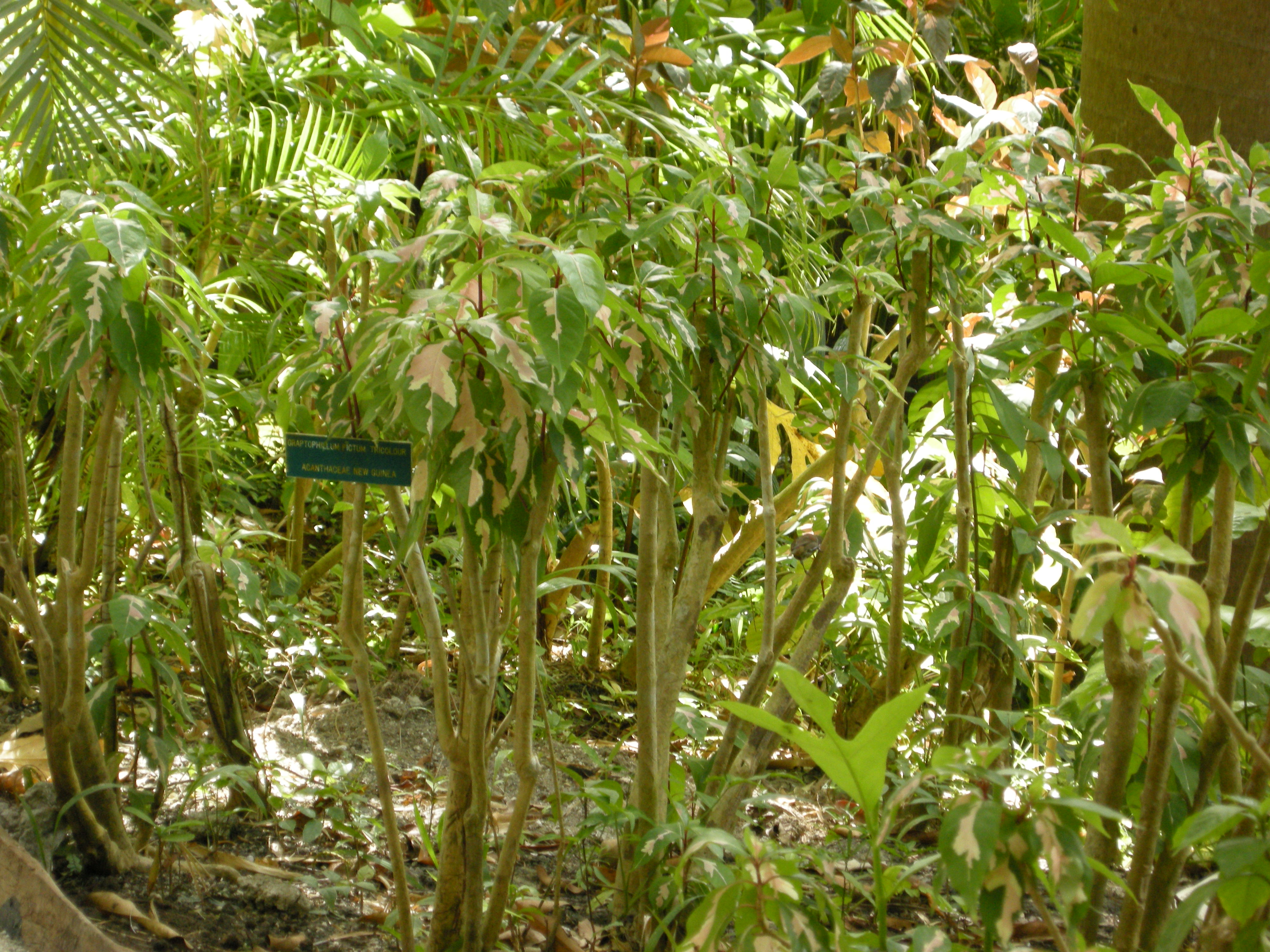
Groep van deze plantensoort in de Andromeda Botanic Gardens